# Jiuji (ort i Kina, Hubei Sheng, lat 31,82, long 112,00)
Jiuji är en ort i Kina. Den ligger i provinsen Hubei, i den centrala delen av landet, omkring 260 kilometer nordväst om provinshuvudstaden Wuhan. Antalet invånare är 83 743. Befolkningen består av 41 638 kvinnor och 42 105 män. Barn under 15 år utgör 13,0 %, vuxna 15-64 år 77 %, och äldre över 65 år 9,0 %.
Runt Jiuji är det ganska tätbefolkat, med 144 invånare per kvadratkilometer. Närmaste större samhälle är Wu'an, 14,6 km söder om Jiuji. Trakten runt Jiuji består till största delen av jordbruksmark.
Genomsnittlig årsnederbörd är 1 060 millimeter. Den regnigaste månaden är augusti, med i genomsnitt 176 mm nederbörd, och den torraste är december, med 19 mm nederbörd.